# Acanthophyllum cyrtostegium
Acanthophyllum cyrtostegium är en nejlikväxtart som beskrevs av A.I. Vvedensky. Acanthophyllum cyrtostegium ingår i släktet Acanthophyllum och familjen nejlikväxter. Inga underarter finns listade i Catalogue of Life.